# ヴィタリー・キム
ヴィタリー・オレクサンドロウィチ・キム（ウクライナ語:Віталій Олександрович Кім、1981年3月13日 - ）は、ウクライナの政治家、実業家。2020年11月25日よりムィコラーイウ州知事を務めている。報道ではビタリー・キムの表記もみられる。

## 経歴
1981年3月13日、ウクライナ・ソビエト社会主義共和国ムィコラーイウに生まれた。
父は高麗人の血を引くバスケットボールのコーチであり、ソビエト連邦のユースチームの選手であった。
アドミラル・マカロフ国立造船大学を卒業し、企業経済学の学位を取得した。
1998年、彼は起業家としての活動を開始した。複合エンターテイメント施設「ウシュアジャ」の共同経営者を務めた。
以後、貿易業、不動産業、建設業、国際投資活動などに従事。
2011年までに2度の破産を経験した。

### 公的活動、政治家として
2015年から2016年まで、ウクライナ農業政策省の分析部門に従事。
2019年、大統領選挙と第9回ヴェルホーヴナ・ラーダ選挙に際して、政党国民の僕のムィコラーイウ選挙本部でボランティア勤務。
2020年、党選挙本部長。また、ムィコラーイウ市議会議員候補となる。
2020年11月25日、ウクライナ大統領ウォロディミル・ゼレンスキーによりムィコラーイウ州知事に任命された。就任後のインタビューでは、社会的な責任感から政界入りしたと語り、「造船の街」ムィコラーイウの復活への取り組みを述べた。

2022年3月29日、ロシアのミサイル攻撃がムィコラーイウにある州庁舎を直撃し、少なくとも35人が死亡した。

### ソーシャルネットワークでの発信
"Добрий вечір, ми з України（こんばんは、ウクライナから発信します）"というフレーズで始まることで知られている彼のテレグラム・チャンネルが人気を博しており、2022年5月現在80万人以上が登録している。このチャンネルは、ロシアによるウクライナの本格侵攻が始まった2022年2月24日早朝、ムィコラーイウのクルバカイン空軍基地が砲撃を受け、住民への速やかな周知手段が必要となったことから作成された。Facebookとあわせ、ムィコラーイウ州知事として、州の状況を情報発信している。